# Quattro evangelisti (Jacob Jordaens)
I quattro evangelisti è un dipinto a olio su tela realizzato da Jacob Jordaens, (133×118 cm), datato al 1625 e conservato nel Museo del Louvre di Parigi.

## Descrizione
I quattro evangelisti, Matteo, Marco, Luca e Giovanni sono rappresentati insieme nell'ambito di uno studio ed in discussione.
In quest'opera, come in altre dell'autore olandese, è evidente l'influenza dello stile di Caravaggio, ma Jordaens adotta già le tendenze realistiche tipiche dei pittori fiamminghi. Nonostante fosse un calvinista convinto, Jordaens realizza quest'opera con una carica emozionale notevole, chiaramente visibile nella caratterizzazione dei volti e nel "lavoro di concerto" degli evangelisti.
Come mai prima di allora nessuno aveva fatto, Jordaens decise di affrontare il delicato tema dell'armonizzazione evangelica ponendo i quattro evangelisti nella medesima composizione, ciascuno coi propri attributi, i quali stanno tutti meditando o studiando su un grande libro. Il pittore mostra i quattro scrittori come pieni di vita e attivi, per quanto tre di essi appaiano come da tradizione ormai anziani, mentre san Giovanni appare nelle fattezze di un giovane.